# يوفون ذهبي الحواجب
يوفون ذهبي الحواجب (الاسم العلمي:Chlorophonia callophrys) (بالإنجليزية: Golden-browed Chlorophonia)‏ هو نوع من الطيور يتبع جنس اليوفون الأخضر من فصيلة الشراشير الحقيقية.